# انگلیسی کارائیبی
انگلیسی کارائیبی (CE, CarE) مجموعه‌ای از گویش‌های زبان انگلیسی است که در کارائیب و لیبریا، بیشتر کشورهای سواحل کارائیب در آمریکای مرکزی و گویان و سورینام در سواحل آمریکای جنوبی صحبت می‌شوند. انگلیسی کارائیبی تحت تأثیر زبان‌های کریول مبتنی بر انگلیسی است که در این منطقه صحبت می‌شود، اما متمایز از آن‌هاست. اگرچه گویش‌های انگلیسی کارائیب از نظر ساختاری و آوایی در سراسر منطقه متفاوت است، اما همه آن‌ها عمدتاً از انگلیسی بریتانیایی و زبان‌های غرب آفریقا مشتق شده‌اند. در کشورهایی با جمعیت بیشینه هندی، مانند ترینیداد و توباگو و گویان، انگلیسی کارائیبی بیشتر تحت تأثیر هندوستانی و دیگر زبان‌های جنوب آسیا قرار گرفته‌است.   